# サービス産業学部
サービス産業学部（サービスさんぎょうがくぶ）は、サービス産業学を教育研究するために大学に置かれる学部の1つであった。
サービス産業学部を設置している大学は流通科学大学と東亜大学の2校であったが、東亜大学の同学部は2007年度の募集から人間科学部に改組され、流通科学大学も2015年度の改編で同学部を廃止した。

## サービス産業学部に置かれていた学科
流通科学大学
- 観光・生活文化事業学科（後に、観光学科に改組）
- 医療福祉サービス学科（後に、サービスマネジメント学科に改組）

東亜大学
- サービス産業学科